# Курицино (Вологодская область)
Курицино — деревня в Вожегодском районе Вологодской области.
Входит в состав Бекетовского сельского поселения (с 1 января 2006 года по 9 апреля 2009 года входила в Пунемское сельское поселение), с точки зрения административно-территориального деления — в Пунемский сельсовет.
Расстояние по автодороге до районного центра Вожеги — 80 км, до центра муниципального образования Бекетовской — 1 км. Ближайшие населённые пункты — Никульская, Кропуфинская, Покровская, Андреевская, Воскресенское, Зуево, Конечная, Филатовская.
По переписи 2002 года население — 34 человека (15 мужчин, 19 женщин). Всё население — русские.
В 1999 году была внесена в реестр населённых пунктов Вологодской области под названием Курицыно. Исправление внесено 1 июня 2001 года.